# Stanisław Szwed
assinatura
Stanisław Szwed (Bielsko-Biała; 12 de Abril de 1955 — ) é um político da Polónia. Ele foi eleito para a Sejm em 25 de Setembro de 2005 com 10006 votos em 27 no distrito de Bielsko-Biała, candidato pelas listas do partido Prawo i Sprawiedliwość.
Ele também foi membro da Sejm 1997-2001, Sejm 2005-2007, Sejm 2007-2011, Sejm 2011-2015, Sejm 2015-2019, Sejm 2019-2023, Sejm 2023-2027.